# Філіп Монтандон
Філіп Монтандон (фр. Philippe Montandon, нар. 15 липня 1982, Устер) — швейцарський футболіст, що грав на позиції захисника.
Виступав, зокрема, за клуб «К'єво», а також молодіжну збірну Швейцарії.
Володар Кубка Швейцарії.

## Клубна кар'єра
У дорослому футболі дебютував 1999 року виступами за команду «Вінтертур», у якій провів три сезони, взявши участь у 52 матчах чемпіонату. 
Згодом з 2002 по 2008 рік грав у складі команд «Віль», «Санкт-Галлен» та «Шаффгаузен». Протягом цих років виборов титул володаря Кубка Швейцарії.
Своєю грою за останню команду привернув увагу представників тренерського штабу клубу «К'єво», до складу якого приєднався 2008 року. Відіграв за другий за титулованістю клуб з Верони наступні три сезони своєї ігрової кар'єри.
Протягом 2008—2011 років захищав кольори клубу «Лугано».
Завершив ігрову кар'єру у команді «Санкт-Галлен», у складі якої вже виступав раніше. Повернувся до неї 2011 року, захищав її кольори до припинення виступів на професійному рівні у 2015 році.

## Виступи за збірну
Залучався до складу молодіжної збірної Швейцарії. На молодіжному рівні зіграв у 8 офіційних матчах.

## Титули і досягнення
- Володар Кубка Швейцарії (1):

«Віль»: 2003-2004